# Chorga
Chorga (ros. Хорга) – osiedle w Rosji, w Buriacji, w rejonie jerawnińskim. W 2010 liczyło 127 mieszkańców.